# Josh Stein
Joshua Harold Stein, né le 13 septembre 1966 à Washington, D.C., est un avocat et homme politique américain, membre du Parti démocrate. En 2024, il est élu gouverneur de Caroline du Nord.

## Biographie

### Procureur général de Caroline du Nord
En septembre 2015, il annonce sa candidature au poste de procureur général de Caroline du Nord pour les élections de 2016, le sortant démocrate Roy Cooper ayant choisi de se présenter au poste de gouverneur. Le 15 mars 2016, il remporte une primaire démocrate serrée contre l'avocat Marcus Williams. Il remporte ensuite l'élection générale du 8 novembre 2016 contre Buck Newton, un sénateur d'État républicain, avec une avance de 0,5 %.
Candidat à un second mandat lors des élections de 2020, il est réélu avec une avance de 0,26 % des voix sur le républicain Jim O'Neill, procureur du comté de Forsyth.

### Gouverneur de Caroline du Nord
Le 18 janvier 2023, il annonce sa candidature au poste de gouverneur en remplacement du sortant démocrate Roy Cooper, qui ne peut se présenter à un troisième mandat lors de l'élection de 2024. Soutenu par le gouverneur sortant, il remporte aisément la primaire démocrate du 5 mars 2024 et affronte le républicain Mark Robinson, lieutenant-gouverneur de l'État, lors de l'élection générale,. Stein devient large favori de l'élection après des révélations sur des propos antisémites de son adversaire. Il remporte très largement l'élection du 5 novembre 2024 contre Robinson, alors même que le républicain Donald Trump remporte l'élection présidentielle en Caroline du Nord contre la démocrate Kamala Harris le même jour.